# أغرة (رودبار)
أغرة (بالفارسية: اگره) هي مستوطنة تقع في إيران في قسم رودبار الريفي. يقدر عدد سكانها بـ 346 نسمة بحسب إحصاء 2016.